# آرثر ألين كاسيلمان
آرثر ألين كاسيلمان هو سياسي كندي، ولد في 2 نوفمبر 1902 في North Stormont ‏ في كندا، وتوفي في 1974. نشط حزبياً في Co-operative Commonwealth Federation (Ontario Section) ‏. وقد انتخب عضو برلمان مقاطعة أونتاريو ‏.